# Mer croisée

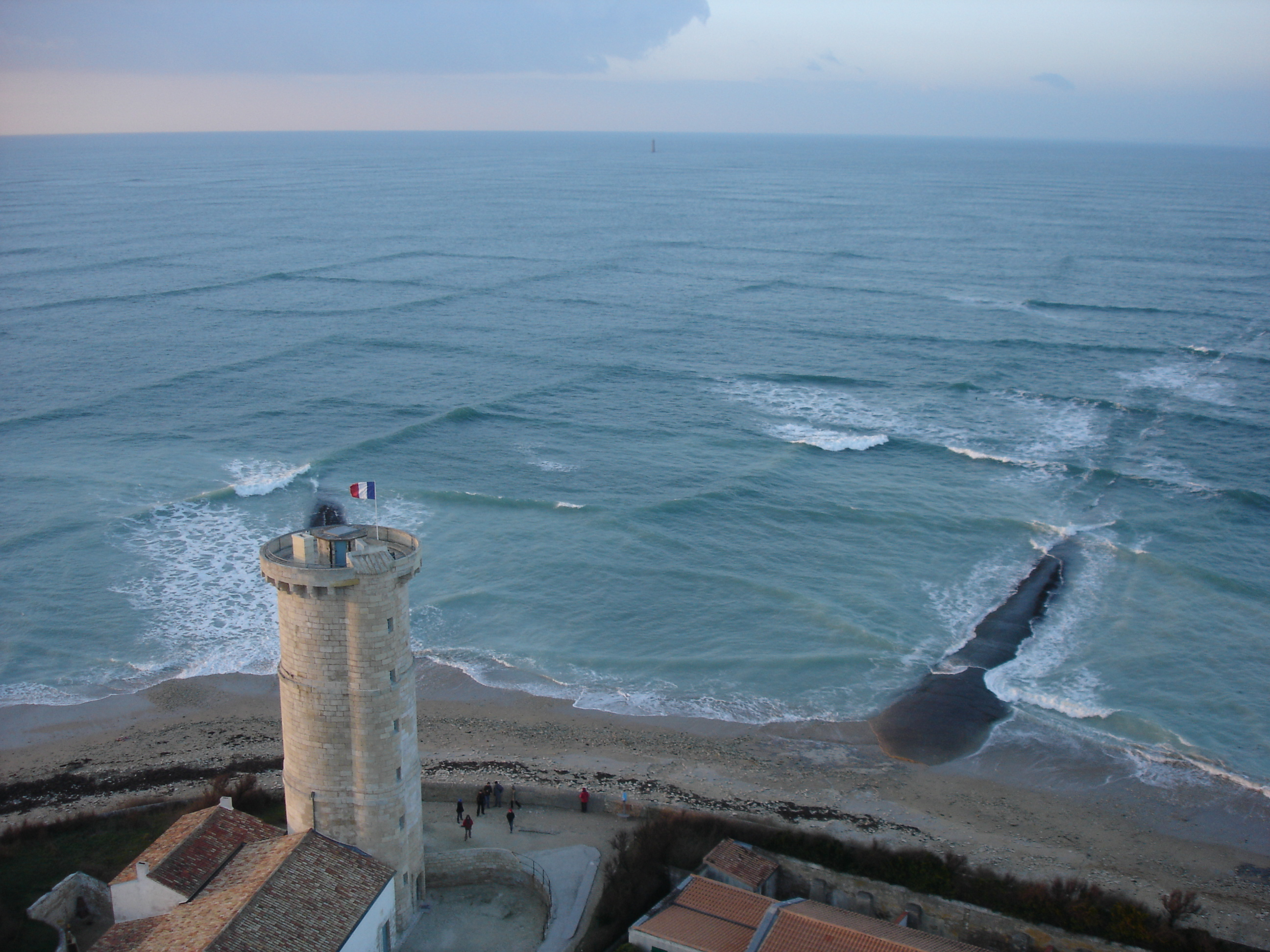
Mer croisée à l'île de Ré.

La mer croisée (également appelée mer carrée ou ondes carrées) est un état de la mer où deux systèmes de vagues se propageant dans deux directions différentes se croisent ; ces états de mer transversaux se structurent en une grande quantité de flux directionnels. 
Ce phénomène peut se produire après le passage d'un front atmosphérique, par exemple dans une dépression, les vagues générées avant le passage du front continuent de se propager pendant qu'un nouveau système de vagues est généré par le vent après le passage du front. Les vagues générées par le nouveau vent croisent celles de l'ancien et créent un motif mouvant potentiellement dangereux. Le phénomène se poursuit jusqu'à ce que les vieilles vagues se dispersent ou se dissipent.
La houle croisée peut se produire lorsque le système de vagues a une plus longue période (houle) que les vagues générées localement par le vent. En zone côtière ou dans des régions de fort courant, le croisement peut être le résultat du phénomène de réfraction.

## Controverse sur leur danger potentiel
Sur internet, de nombreux articles racoleurs dits « pièges à clics » avancent l'idée d'un danger démesuré lié à cette forme de vague, en avançant, par exemple que : « Cet état de la mer est assez courant et un grand pourcentage d'accidents de navires se sont produits dans cet état ». Les navires résisteraient mieux aux grosses vagues lorsqu'ils naviguent directement perpendiculairement aux vagues venant en sens inverse. Dans un scénario de mer croisée, cela devient impossible car naviguer dans un ensemble de vagues nécessite de naviguer parallèlement à l'autre. Selon un guide de la navigation de plaisance « Si vous voyez des vagues carrées se former à la surface de l’eau
éloignez-vous et prévenez vite les autres ».
Cependant, d'autres sources disent au contraire que ces affirmations sont largement exagérées, tout au moins en l'absence d'une forte houle de pleine mer. La rumeur qui prétend « si vous voyez des vagues carrées sortez de l’eau » serait exagérée. En effet, ce serait la force de la houle qui amènerait le danger plutôt que sa forme.
Le phénomène de mer croisée s'apparente à une mer agitée, les vagues étant des ondes et non des courants, elles sont formées par un déplacement vertical de la masse d'eau, pouvant chahuter tout corps flottant en surface. Ce type de mer reste atypique, surprenant pour un spectateur non averti, et peut être difficile à appréhender pour les baigneurs, les embarcations et les paddles.